# Вільгельм III (герцог Аквітанії)
Вільгельм III Патлатий (*Guillaume Tête d'Étoupe, 915 — 3 квітня 963) — герцог Аквітанський у 962—963 роках, граф Пуатевінський у 935—963 роках (як Вільгельм I), граф Овернський у 950—963 роках (як Вільгельм V).

## Життєпис
Походив з роду Рамнульфідів. Син Ебля I, герцога Аквітанії, та Еміленни. Народився у 915 році у м. Пуатьє. Про освіту та молоді роки нічого невідомо. У 935 році після смерті батька успадкував Пуатевінське графство. Близько 934 року пошлюбив родичку Ролло, герцога Нормандії.
У 936 році після смерті Раймунда Понса, герцога Аквітанії, висунув свої права на це володіння. Проте його вимоги не були підтверджено королем Людовиком IV. Водночас створив два віконства для захисту кордонів: Шательро — на межі з Турень та Боссе — на межі з Беррі.
Тоді ж уклав союз з Гуго Великим, графом Парижу. Завдяки останньому намагався відняти Аквітанське герцогство  у Раймунда II. Потім перейшов на бік короля. Найближчим радником Вільгельма стає Ебль, єпископ Ліможу (зібрав велику бібліотеку в Пуатьє). За підтримку Людовика IV у війні з Гуго Капетом та Оттоном I, імператором Священної Римської імперії, Вільгельм 942 року отримав абатство Святого Іларія в Пуату.
927 року бився з бретонцями за Нантське графство, проте марно. Згодом вимушений був поступитися цими землями Алену II, герцогу Бретані.
945 року Людовик IV потрапив у полон, проте Вільгельм зберігав йому вірність. Боротьба з Гуго Паризьким і королем тривала до 950 року, коли Гуго отримав Аквітанське герцогство. Того ж року стає графом Овернським.
Вільгельм Патлатий виступив проти зазіхань Гуго Великого. Протягом 950—955 років тривала боротьба за Аквітанією між Вільгельмом, графом Пуатьє, Раймундом II та Гуго Великим. Лише 954 року після підтримки новим королем Лотарем вдалося переламати ситуацію на користь Гуго Паризького. 955 року Вільгельм зазнав поразки у битві при Пуатьє й вимушений був поступитися правами на Аквітанське герцогство Гуго. При цьому підтверджено володіння Вільгельмом Овернським графством, до якого додано графство Лімузен.
956 року після смерті Гуго Великого Вільгельм III знову захопив Аквітанію. При цьому стикнувся з претензіями Раймунда II, колишнього герцога Аквітанії. Нащадком Гуго Великого — Гуго Капет також не визнав захоплень Вільгельма Патлатого. Втім останній зумів практично повністю взяти під контроль Аквітанію. Деякий час (протягом 959—960 років) королівська канцелярія використовувала титулатуру граф і герцог Аквітанії, звертаючись до Вільгельма III.
У 962 році Вільгельм нарешті отримав повне визнання себе герцогом Аквітанії. Проте вже 963 року помер у містечку Сен-Мексан-л'Еколь. Владу успадкував його син Вільгельм.

## Родина
Дружина — Адель Нормандська
Діти:
- Вільгельм (935—993) — герцог Аквітанії у 963- роках
- Аделаїда (942/952-1004) — дружина Гуго I, короля Франції